# Луїс Маго
Луїс Енріке Дель Піно Маго (ісп. Luis Enrique Del Pino Mago, нар. 15 вересня 1994, Кумана) — венесуельський футболіст, захисник, півзахисник клубу «Карабобо» та національної збірної Венесуели.

## Клубна кар'єра
Народився 15 вересня 1994 року в місті Кумана. Вихованець футбольної школи клубу «Депортіво Ансоатегі». Дорослу футбольну кар'єру розпочав 2014 року в основній команді того ж клубу, в якій провів один сезон, взявши участь у 3 матчах чемпіонату. 
В подальшому також грав за «Карабобо», а 2019 року перебрався до Чилі, де за наступні чотири роки встиг пограти за  «Палестіно», «Універсідад де Чилі» та «Ньюбленсе».
Протягом 2022–2023 років виступав у першості Аргентини, захищаючи кольори «Банфілда», після чого повернувся на батьківщину, знову приєднавшись до складу «Карабобо».

## Виступи за збірні
2018 року залучався до складу молодіжної збірної Венесуели. На молодіжному рівні зіграв у 4 офіційних матчах.
2018 року дебютував в офіційних матчах у складі національної збірної Венесуели.
У складі збірної був учасником розіграшу Кубка Америки 2019 року та розіграшу Кубка Америки 2021 року.
| Дата       | Місто            | Господарі | Результат | Гості     | Турнір                          | Голи | Примітки |
| ---------- | ---------------- | --------- | --------- | --------- | ------------------------------- | ---- | -------- |
| 8-9-2018   | Маямі-Гарденс    | Венесуела | 1 – 2     | Колумбія  | товариський матч                | -    | 62'      |
| 12-9-2018  | Панама           | Панама    | 0 – 2     | Колумбія  | товариський матч                | -    | 54'      |
| 16-10-2018 | Барселона        | ОАЕ       | 0 – 2     | Венесуела | товариський матч                | 1    | 77'      |
| 16-11-2018 | Оїта             | Японія    | 1 – 1     | Венесуела | товариський матч                | -    | 74'      |
| 9-6-2019   | Цинциннаті       | США       | 0 – 3     | Венесуела | товариський матч                | -    |          |
| 15-6-2019  | Порту-Алегрі     | Венесуела | 0 – 0     | Перу      | Копа Америка 2019 - 1-й етап    | -    | 6', 75'  |
| 22-6-2019  | Белу-Оризонті    | Болівія   | 1 – 3     | Венесуела | Копа Америка 2019 - 1-й етап    | -    |          |
| 28-6-2019  | Ріо-де-Жанейро   | Венесуела | 0 – 2     | Аргентина | Копа Америка 2019 - чвертьфінал | -    | 56'      |
| 10-9-2019  | Тампа            | Колумбія  | 0 – 0     | Венесуела | товариський матч                | -    | 21' 57'  |
| 14-11-2020 | Сан-Паулу        | Бразилія  | 1 – 0     | Венесуела | Відбір до ЧС 2022               | -    | 18'      |
| 17-11-2020 | Каракас          | Венесуела | 2 – 1     | Чилі      | Відбір до ЧС 2022               | 1    | 90'      |
| 9-6-2021   | Каракас          | Венесуела | 0 – 0     | Уругвай   | Відбір до ЧС 2022               | -    | 83'      |
| 13-6-2021  | Бразилія (місто) | Бразилія  | 3 – 0     | Венесуела | Копа Америка 2021 - 1-й етап    | -    | 80'      |
| 17-6-2021  | Гоянія           | Колумбія  | 0 – 0     | Венесуела | Копа Америка 2021 - 1-й етап    | -    |          |
| 20-6-2021  | Ріо-де-Жанейро   | Венесуела | 2 – 2     | Еквадор   | Копа Америка 2021 - 1-й етап    | -    |          |
| 27-6-2021  | Бразилія         | Венесуела | 0 – 1     | Перу      | Копа Америка 2021 - 1-й етап    | -    |          |
| 15-6-2023  | Вашингтон        | Венесуела | 1 – 0     | Гондурас  | товариський матч                | -    | 67'      |
| 18-6-2023  | Іст-Гартфорд     | Венесуела | 1 – 0     | Гватемала | товариський матч                | -    | 81'      |
| 7-9-2023   | Барранкілья      | Колумбія  | 1 – 0     | Венесуела | Відбір до ЧС 2026               | -    | 78'      |
| Усього     |                  | Матчів    | 19        |           | Голів                           | 2    |          |